# Middelmatigheidsprincipe
Het middelmatigheidsprincipe is de filosofische opvatting dat het onwaarschijnlijk is dat een bepaalde positie uitzonderlijk is ten opzichte van omringende. Het wordt gesteld tegenover exceptionalistische ideeën die bestaan over het zonnestelsel, de Aarde, een bepaald land of de positie van de mens tegenover dieren. In plaats van te veronderstellen dat deze een bijzondere bevoorrechte of zelfs superieure positie innemen, wordt vanuit het middelmatigheidsprincipe in eerste instantie verondersteld dat de kans groot is dat er sprake is van gemiddelde omstandigheden.
Het middelmatigheidsprincipe wordt meer specifiek wel het copernicaanse principe genoemd over de plaats van de Aarde in het heelal.